# Haydee!
Haydee! e. V. ist ein gemeinnütziger Verein, der kostenlose digitale Eins-zu-eins-Nachhilfe für Schülerinnen und Schüler aus sozioökonomisch benachteiligten Familien bundesweit ermöglicht, indem er ehrenamtliche Mentoren mit Kindern und Jugendlichen (Mentees) aus benachteiligten Familien auf einer Online-Plattform zusammenbringt, auf der sie sich regelmäßig austauschen können. 2020 wurde das Projekt von der Jury des „Einheitspreises“ der Bundeszentrale für politische Bildung prämiert.

## Verein
Die Idee, eine digitale Nachhilfeplattform auf ehrenamtlicher Basis für bedürftige Schüler und Schülerinnen zu gründen, hatte die Berliner Studentin Lizge Yikmis. Der Grund waren die Schulschließungen während der COVID-19-Pandemie.
Der gemeinnützige Verein Haydee! wurde am 28. Juli 2020 von acht jungen Frauen gegründet, die das Portal seitdem auch betreiben. Er setzt sich für die Bekämpfung von Bildungsungerechtigkeit ein. Das Angebot richtet sich vorrangig an Schülerinnen und Schüler aus sozioökonomisch benachteiligten, nichtakademischen Familien sowie an Kinder und Jugendliche aus Familien mit Migrationsgeschichte, denen aufgrund sprachlicher oder finanzieller Barrieren nur unzureichende Unterstützung in ihrer schulischen Laufbahn gewährleistet werden kann. Diese leiden in besonderem Maße durch das Homeschooling während der Pandemie, was durch eine digitale Nachhilfe abgefedert werden soll.
Die ehrenamtlichen Mentorinnen und Mentoren (Nachhilfelehrerinnen und Nachhilfelehrer), unter denen sich viele Studierende und junge Berufstätige, aber auch aktive Lehrerinnen und Lehrer, Rentnerinnen und Rentner befinden, treffen sich wöchentlich mindestens für 60 Minuten digital mit den Kindern oder Jugendlichen (Mentees). Gemeinsam bearbeiten sie aktuelle Schulaufgaben oder bereiten sich auf anstehende Prüfungen vor. Die Mentorinnen und Mentoren sollen ihre Mentees auf deren Bildungswegen langfristig unterstützen, das selbstständige Lernen vermitteln und den Bezug zur deutschen Sprache fördern.
Besonders viel Wert wird auf die individuelle Betreuung der Lernpaare gelegt. Für die Mentorinnen und Mentoren werden regelmäßige Fortbildungen zur didaktischen Schulung angeboten, die auch zu einer engeren Vernetzung unter diesen führen sollen. Mentees können von Angeboten wie dem MSA Crashkurs oder Studiengang Vorstellungen profitieren. Zudem werden Kooperationen mit wissenschaftlichen Einrichtungen, Vereinen, Behörden, Verbänden und Politik angestrebt, um die Reichweite von Haydee! zu erhöhen und Bildungsgerechtigkeit auf allen gesellschaftlichen Ebenen zu implementieren.
Lehramtsstudierende aus den Universitäten der Georg-August-Universität Göttingen im Rahmen des LehramtPlus Angebotes und der Ruprecht-Karls-Universität Heidelberg im Rahmen des Verbundprojektes heiEducation können sich bei Haydee! Credit Points für die Mentorentätigkeit anrechnen lassen.
Anfallende Kosten für Server, Software, Materialien, IT Arbeiten und Verwaltung werden bisher ausschließlich durch Spenden finanziert. In Zukunft könnte Haydee! aber auch durch das Bildungs- und Teilhabepaket von der Bundesebene unterstützt werden.
Haydee! soll auch über die Corona-Pandemie hinaus als eine Lern- und Nachhilfeplattform weiter bestehen.

## Anmeldeverfahren
Über die Website können sich Schülerinnen und Schüler (Mentees) oder potentielle Mentorinnen und Mentoren kostenlos anmelden. Im Anmeldeprozess der Mentees wird ein Sozial- oder Familienpass angefordert. Darüber soll der soziale Status der Familie nachgewiesen werden. Gleichzeitig muss auch ein Einschätzungsschreiben z. B. einer Lehrerin oder eines Lehrers eingereicht werden. Durch Angabe der Nachhilfefächer wird ein größtenteils automatisierter Matching-Prozess ermöglicht. Mit den Mentees und potenziellen Mentorinnen und Mentoren wird vor der Paarbildung ein persönliches Gespräch geführt. Zusätzlich wird von den potentiellen Mentorinnen und Mentoren ein polizeiliches Führungszeugnis verlangt. Anschließend erhalten beide eine feste Ansprechperson aus dem Haydee!-Team, an die sie sich bei Problemen in der Nachhilfe wenden können. Zum Einstieg wird ein erstes Treffen zu dritt vereinbart. Das Lernverhältnis wird auch danach noch eng vom ehrenamtlich arbeitenden Haydee!-Team betreut.

## Namensherkunft
Haydee ist ein Internationalismus (Duden: Wort, das in gleicher Bedeutung und gleicher oder ähnlicher Form in verschiedenen Kultursprachen vorkommt (z. B. „Demokratie“)) und tritt in den südosteuropäischen Sprachen in leicht abgewandelter Form auf. Aus dem Türkischen wird die Interjektion (Ausrufwort) haydi als los!, voran! oder nur zu! übersetzt. Im Serbischen bedeutet der Ausruf Ajde!, los! und im Rumänischen wird Haide! äquivalent zum deutschen Na komm! genutzt.

## Kooperationen
- Georg-August-Universität Göttingen
- Ruprecht-Karls-Universität Heidelberg
- Ministerium für Bildung Rheinland-Pfalz[16]
- Hessisches Kultusministerium[9]

## Auszeichnungen
- „Einheitspreis“ der Bundeszentrale für politische Bildung 2020 in Silber[17][1]
- „Digital.Engagiert“ 2021 – Förderinitiative von Amazon und Stifterverband[18]
- Lizge Yikmis wurde für „Haydee! e. V.“ von der Studienstiftung des Deutschen Volkes mit einem Engagementpreis 2022 prämiert.[19]